# Grijskruinbergvink
De grijskruinbergvink (Leucosticte tephrocotis) is een zangvogel uit de familie Fringillidae (vinkachtigen).

## Verspreiding en leefgebied
Deze soort telt 8 ondersoorten:
- L. t. maxima: Komandorski-eilanden (noordoostelijk Siberië).
- L. t. griseonucha: Aleoeten en Kodiak, Alaska (behalve het noorden en oosten).
- L. t. umbrina: Hall, St. Matthew en Pribilofeilanden in de Beringzee.
- L. t. irvingi: noordelijk Alaska.
- L. t. littoralis: oostelijk Alaska en westelijk Canada.
- L. t. tephrocotis: het westelijke deel van Centraal-Canada.
- L. t. dawsoni: oostelijk Californië.
- L. t. wallowa: noordoostelijk Oregon.